# Осипов, Илья Владимирович
Илья Владимирович Осипов (род. 14 июня 1970 года, Ярославль) — депутат Государственной Думы седьмого созыва, член комитета ГД по жилищной политике и жилищно-коммунальному хозяйству, член фракции «Единая Россия».

## Биография
С детства занимался плаванием, с середины 1980-х гг. выступал на всесоюзных соревнованиях, занимал призовые места. В 16 лет стал мастером спорта СССР, был членом сборной Советского Союза, неоднократный чемпион России, серебряный призёр чемпионата Советского Союза в эстафете в составе сборной команды России.
После школы поступил в Ярославский государственный университет на физический факультет. После первого курса был призван на срочную службу. После службы в армии восстановился в университете, проучился год и прекратил учёбу после с третьего курса. В 2007 году завершил обучение и получил высшее образование по специальности «финансы и кредит» в Институте управления (г. Архангельск).
В начале 90-х занялся предпринимательской деятельностью, открыл продуктовый магазин. В 1995 году создал и возглавил мебельное объединение «Аллегро». С 2003 года является президентом Ярославской региональной общественной организации «Федерация плавания».
В 2004 году был избран депутатом IV созыва муниципалитета Ярославля от Ленинского района. Являлся сопредседателем фракции «Новый город». . Председателем фракции являлся будущий мэр Ярославля Евгений Урлашов .
В марте 2008 года был избран депутатом Ярославской областной думы V созыва по одномандатному избирательному округу № 9 Ленинского района Ярославля. Вошел во фракцию «Единая Россия».
В 2012 году принял участие в выборах мэра города Ярославля, снял свою кандидатуру в пользу Якова Якушева.
С января по сентябрь 2013 года был председателем Областной Думы. В сентябре 2013 года был избран депутатом Ярославской областной думы VI созыва.
В 2013—2016 годах — заместитель председателя Ярославской областной Думы.
С 2013 по 2017 год являлся секретарём Ярославского регионального отделения «Единой России».
18 сентября 2016 года избран депутатом Государственной думы РФ VII созыва от политической партии «Единая Россия».
В 2021 участвовал в выборах депутатов Государственной Думы РФ VIII созыва по федеральному списку кандидатов партии «Единая Россия», N 3 в региональной группе № 31 Костромская область, Ярославская область. Избран не был.
9 сентября 2021 года на дополнительных выборах по одномандатному округу № 18 Ростовского района избран депутатом Ярославской областной думы VII созыва.
29 марта 2022 года возглавил комитет Ярославской областной думы по экономической политике, инвестициям, промышленности и предпринимательству.
10 сентября 2023 года избран депутатом Ярославской областной думы VIII созыва по одномандатному округу № 26. В Думе возглавил комитет по законодательству, вопросам государственной власти и местного самоуправления.
Женат, трое детей.

## Законотворческая деятельность
С 2016 по 2019 год, в течение исполнения полномочий депутата Государственной Думы VII созыва, выступил соавтором 47 законодательных инициатив и поправок к проектам федеральных законов.

## Декларированный доход
Заместитель председателя Ярославской областной думы, член фракции «Единая Россия» Илья Осипов указал неполные сведения о своем имуществе за 2013 год. Прокуратура Ярославской области внесла представление в региональную думу о нарушении антикоррупционного законодательства. Тогда оппозиционный депутат Борис Немцов предположил, что «Осипов забыл про имущество дочери, проживающей в Великобритании».
Общая сумма декларированного дохода за 2017 г. составила 7 млн 652 тыс. руб., супруги — 1 млн 20 тыс. руб.